# Pteromalus dimiduis
Pteromalus dimiduis är en stekelart som beskrevs av Dalla Torre 1898. Pteromalus dimiduis ingår i släktet Pteromalus och familjen puppglanssteklar. Inga underarter finns listade i Catalogue of Life.